# Sexual Parasite: Killer Pussy
Sexual Parasite: Killer Pussy (寄性蟲 キラープッシー?, Kiseichuu - Kiraa pusshii) è un film del 2004, diretto da Takao Nakano.

## Trama
In Amazzonia una scienziata viene attaccata da un pesce contenente un parassita, che s'infila nella vagina della donna. Un anno dopo, in Giappone, un gruppo composto da due ragazzi e da tre ragazze si rifugia in uno sperduto casale in mezzo al bosco, scongelando per errore il corpo della scienziata. È l'inizio di un contagio, che trasforma, dopo un rapporto sessuale, le vagine delle ragazze in mostri dotati di denti. Le ragazze del gruppo vanno così alla ricerca di uomini, evirandoli.

## Collegamenti ad altre pellicole
- In una sequenza del film è presente la canzone Deep Down, utilizzata nella colonna sonora di Diabolik, diretto da Mario Bava nel 1968.